# Corps (Isère)
Corps [kɔʁ] ist eine französische Gemeinde im Département Isère in der Region Auvergne-Rhône-Alpes. Sie gehört zum Arrondissement Grenoble und zum Kanton Matheysine-Trièves.

## Nachbargemeinden

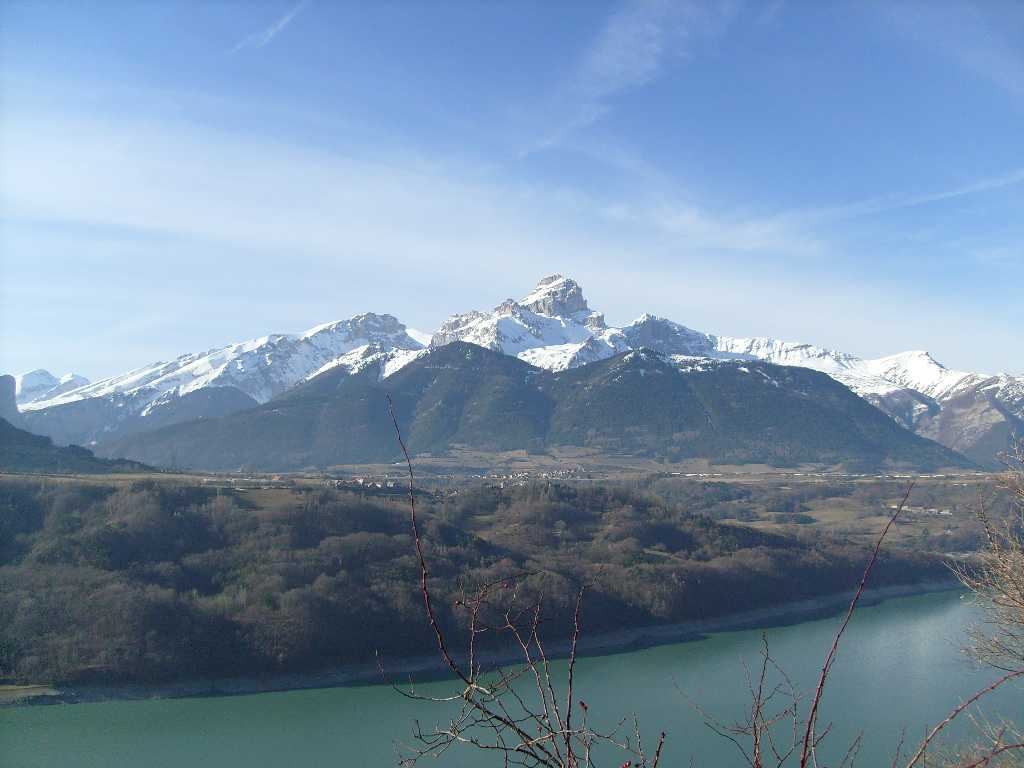
Corps am Stausee Lac du Sautet

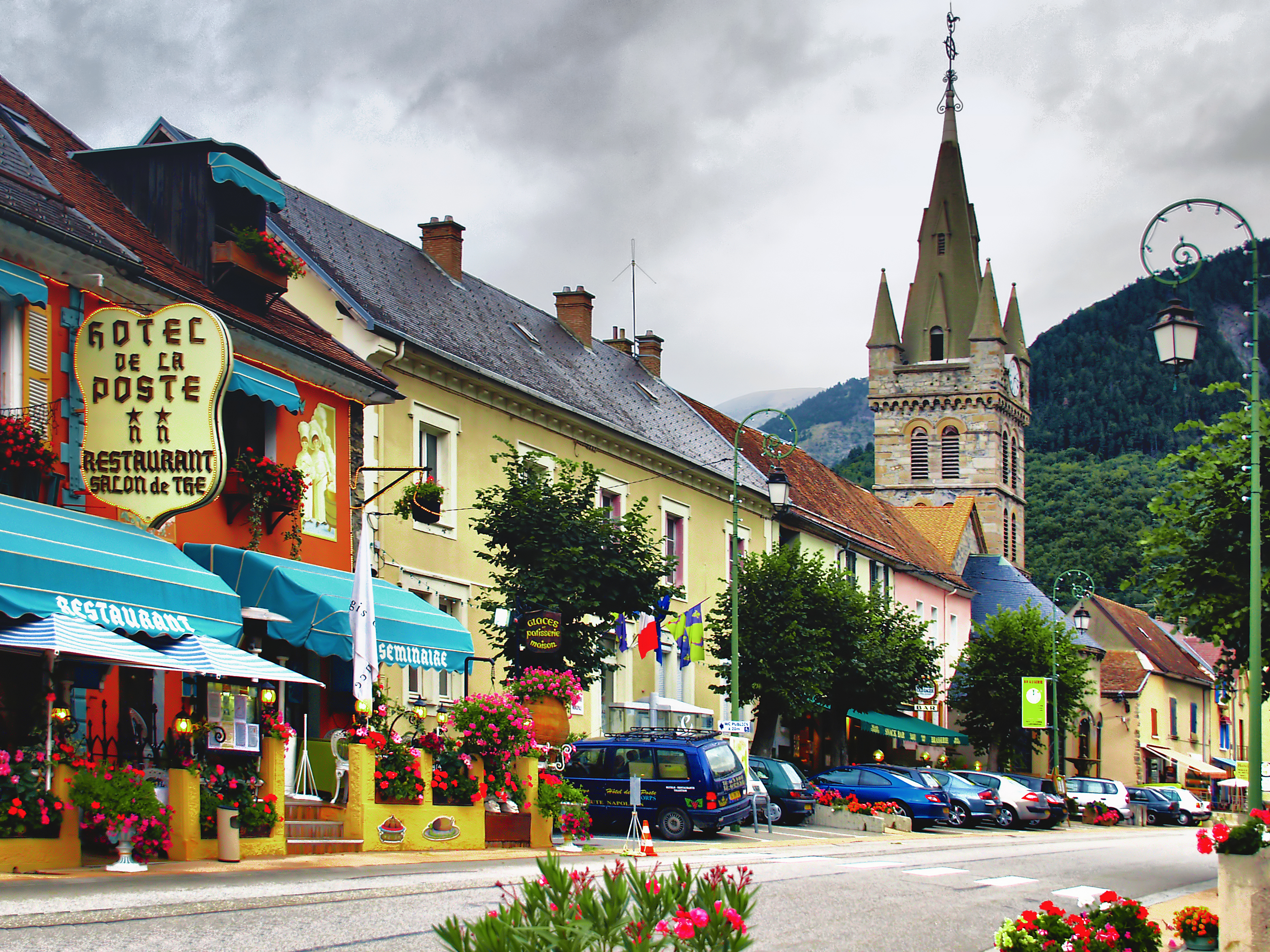
Rue des Fossés und Kirche Saint-Pierre

- Les Côtes-de-Corps im Nordwesten
- La Salette-Fallavaux im Nordosten
- Aspres-lès-Corps im Südosten
- Ambel im Süden
- Pellafol im Südwesten
- Quet-en-Beaumont im Westen

## Bevölkerungsentwicklung
| Jahr                       | 1962 | 1968 | 1975 | 1982 | 1990 | 1999 | 2008 | 2017 |
| -------------------------- | ---- | ---- | ---- | ---- | ---- | ---- | ---- | ---- |
| Einwohner                  | 608  | 556  | 465  | 505  | 512  | 453  | 474  | 486  |
| Quellen: Cassini und INSEE |      |      |      |      |      |      |      |      |

## Sport
Im Jahr 2024 führte die Tour de France auf der 18. Etappe durch Corps. Dabei wurde auf der D537 mit der Côte de Corps (930 m) eine Bergwertung der 3. Kategorie abgenommen. Diese wies auf einer Länge von 2,1 Kilometern eine durchschnittliche Steigung von 7,2 % auf. Sieger der Bergwertung wurde der Spanier Oier Lazkano.